# Game Developers Conference
Pour les articles homonymes, voir GDC.
 (octobre 2019).
Si vous disposez d'ouvrages ou d'articles de référence ou si vous connaissez des sites web de qualité traitant du thème abordé ici, merci de compléter l'article en donnant les références utiles à sa vérifiabilité et en les liant à la section « Notes et références ».
La Game Developers Conference (GDC) est l'un des plus grands évènements de l'industrie du jeu vidéo réservé aux professionnels. Il se déroule chaque année à San Francisco depuis 1988, durant une semaine du mois de mars.
À sa création, il ne rassemblait qu'une poignée de concepteurs, mais il s'est depuis imposé comme un évènement majeur pour les développeurs. L'événement rassemble désormais des dizaines de milliers de professionnels (presque 30 000 en 2025). 
C'est durant la semaine de la GDC que se déroulent les remises de prix des Game Developers Choice Awards et de l'Independent Games Festival.

## Concept
L'évènement propose des sommets, lectures, discussions, tutoriels menés par des professionnels de l'industrie, et évènements de réseautage. Sur la durée de la convention, ce sont plusieurs centaines de présentations qui sont proposées aux conférenciers.
La GDC Expo présente des outils de développement, plates-formes et services. L'ampleur de la foule de professionnels se déplaçant pour l'évènement est telle que nombre de professionnels font le déplacement pour deux semaines de réunions de travail, alors que l'évènement lui-même ne dure que cinq jours.

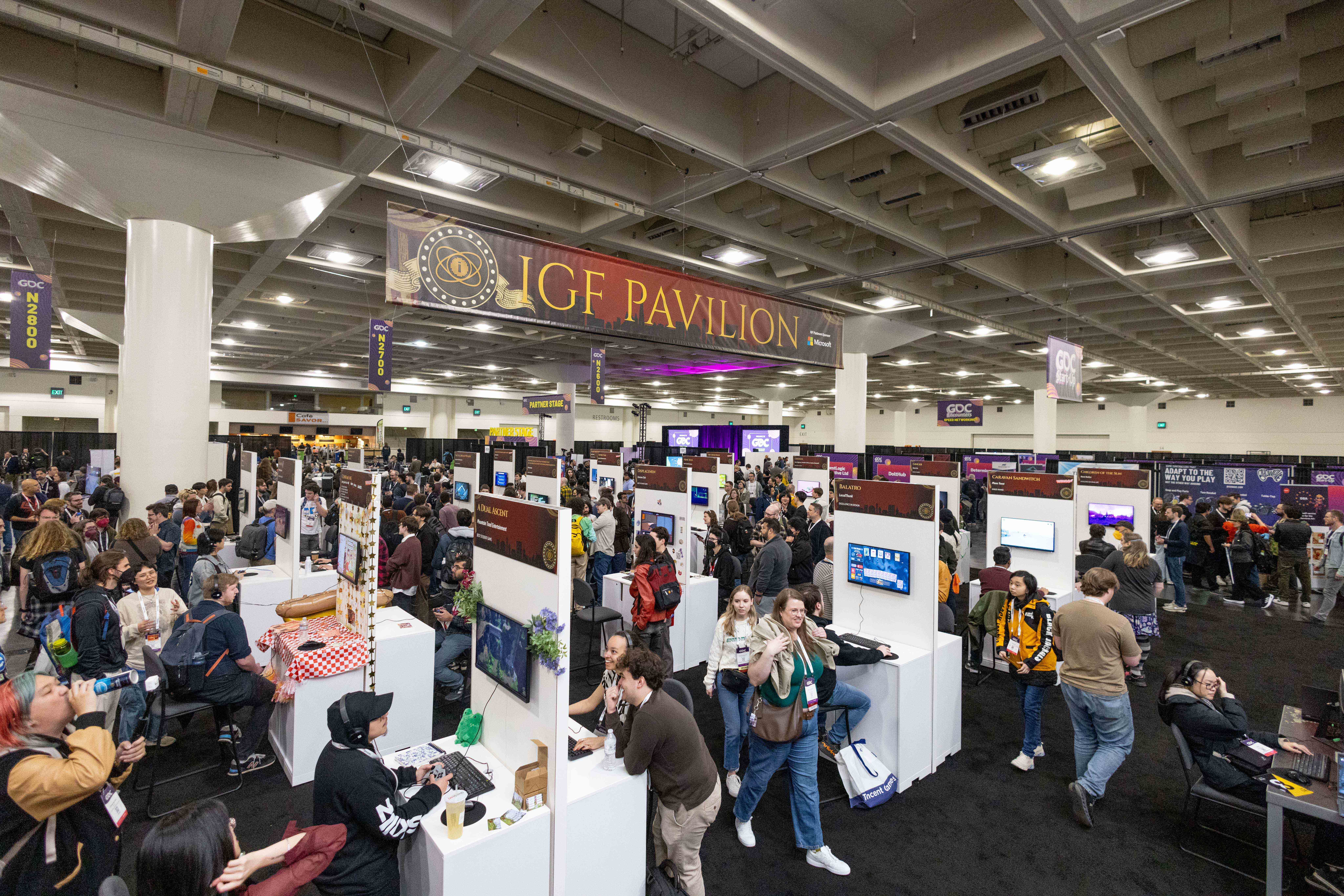
« Pavillon de l'IGF » : espace de la Game Developers Conference 2025 réservé aux démos de jeux sélectionnés par le festival.

La convention est également le cadre de l'Independent Games Festival et des Game Developers Choice Awards, dont les différentes récompenses sont remises par l'International Game Developers Association  durant la semaine aux développeurs de jeu vidéo qui se sont distingués par des productions innovantes. Un espace de la convention, nommé le « Pavillon IGF », permet d'essayer durant toute la semaine les jeux sélectionnés par le festival ; un autre espace permet de découvrir les nommés dans la catégorie alt.ctrl.GDC, qui vise à mettre en lumière les jeux les plus intéressants nécessitant d'utiliser des contrôles non conventionnels, accessibles ou alternatifs.
La convention est l'évènement professionnel américain le plus couru de l'industrie, qui attire près de 30 000 visiteurs chaque année. En nombre de visiteurs, il est cependant devancé dans les années 2020 par la gamescom, qui se tient au moins d'août en Allemagne.

## Historique
La première édition a lieu en 1988.

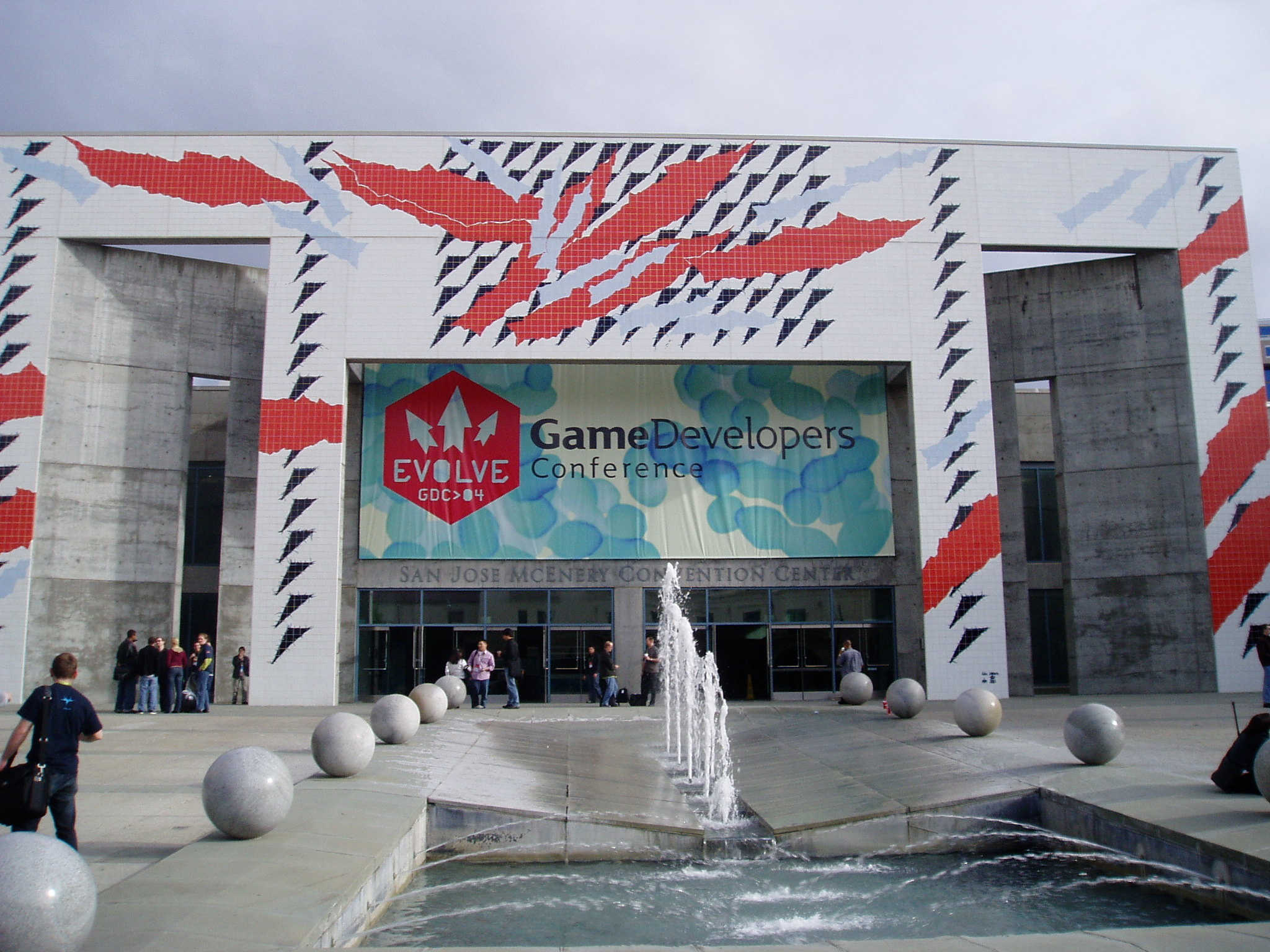
Le centre d'exposition McEnery de San Jose pendant la GDC.

L'édition 2007 de la Game Developers Conference (GDC 07) accueillait quelque 12 500 intervenants, tous professionnels du développement (développeur, éditeur, artiste, game designer, ingénieur du son…), représentant l'industrie du jeu vidéo.
À partir des années 2020, l'évènement avoisine 25 000 visiteurs. Ces développeurs, ingénieurs, artistes, et représentants d'entreprises s'y déplacent pour assister à des conférences, aux remises des prix des GDC Awards et de l'IGF, à des panels de discussion, et à du réseautage.
La GDC est produite par le Game Group Think Services, une division de United Business Media.
En 2020 et 2021, du fait de la pandémie de Covid-19, la conférence est annulée et propose des évènements en ligne à la place. L'évènement étant le premier grand rendez-vous calendaire de l'industrie vidéoludique, son annulation sert de présage au reste des évènements professionnels ces années-là. La GDC retourne à un format présentiel en 2022, en requérant des visiteurs qu'ils soient vaccinés contre le covid.